# Lagoa Pinguela
Lagoa Pinguela är en lagun i Brasilien.   Den ligger i delstaten Rio Grande do Sul, i den södra delen av landet, 1 600 km söder om huvudstaden Brasília. Arean är 48 kvadratkilometer. Den sträcker sig 9,7 kilometer i nord-sydlig riktning, och 12,8 kilometer i öst-västlig riktning.
Runt Lagoa Pinguela är det ganska tätbefolkat, med 83 invånare per kvadratkilometer.